# Liste der Wirtschaftsminister von Rheinland-Pfalz
Dieser Artikel enthält eine Liste der Wirtschaftsminister von Rheinland-Pfalz.

## Wirtschaftsminister Rheinland-Pfalz (seit 1946)
| Name                                                            | Amtsantritt                                                          | Kabinett                                        | Partei                               |
| Minister für Wirtschaft und Finanzen                            | Minister für Wirtschaft und Finanzen                                 | Minister für Wirtschaft und Finanzen            | Minister für Wirtschaft und Finanzen |
| --------------------------------------------------------------- | -------------------------------------------------------------------- | ----------------------------------------------- | ------------------------------------ |
| Hanns Haberer                                                   | 3. Dezember 1946                                                     | Boden I                                         | CDU                                  |
| Minister für Ernährung, Wirtschaft und Finanzen                 |                                                                      |                                                 |                                      |
| Oskar Stübinger                                                 | 13. Juni 1947                                                        | Boden II                                        | CDU                                  |
| Minister für Wirtschaft und Verkehr                             |                                                                      |                                                 |                                      |
| Fritz Neumayer                                                  | 9. Juli 1947                                                         | Altmeier I                                      | FDP                                  |
| Peter Altmeier                                                  | 9. April 1948                                                        | Altmeier I                                      | CDU                                  |
| Minister für Wirtschaft                                         |                                                                      |                                                 |                                      |
| Peter Altmeier                                                  | 13. Dezember 1949                                                    | Altmeier I                                      | CDU                                  |
| Minister für Wirtschaft und Verkehr                             |                                                                      |                                                 |                                      |
| Peter Altmeier                                                  | 13. Juni 1951 1. Juni 1955 19. Mai 1959 18. Mai 1963                 | Altmeier II Altmeier III Altmeier IV Altmeier V | CDU                                  |
| Hanns Neubauer                                                  | 18. Mai 1967 19. Mai 1969                                            | Altmeier VI Kohl I                              | CDU                                  |
| Heinrich Holkenbrink                                            | 18. Mai 1971 20. Mai 1975 2. Dezember 1976 18. Mai 1979 18. Mai 1983 | Kohl II Kohl III Vogel I Vogel II Vogel III     | CDU                                  |
| Rudi Geil                                                       | 23. Mai 1985                                                         | Vogel III                                       | CDU                                  |
| Rainer Brüderle                                                 | 23. Juni 1987 8. Dezember 1988 21. Mai 1991                          | Vogel IV Wagner Scharping                       | FDP                                  |
| Minister für Wirtschaft, Verkehr, Landwirtschaft und Weinbau    |                                                                      |                                                 |                                      |
| Rainer Brüderle                                                 | 26. Oktober 1994 20. Mai 1996                                        | Beck I Beck II                                  | FDP                                  |
| Hans-Artur Bauckhage                                            | 12. November 1998 18. Mai 2001                                       | Beck II Beck III                                | FDP                                  |
| Hendrik Hering                                                  | 18. Mai 2006                                                         | Beck IV                                         | SPD                                  |
| Minister für Wirtschaft, Klimaschutz, Energie und Landesplanung |                                                                      |                                                 |                                      |
| Eveline Lemke                                                   | 18. Mai 2011 16. Januar 2013                                         | Beck V Dreyer I                                 | Grüne                                |
| Minister für Wirtschaft, Verkehr, Landwirtschaft und Weinbau    |                                                                      |                                                 |                                      |
| Volker Wissing                                                  | 18. Mai 2016                                                         | Dreyer II                                       | FDP                                  |
| Daniela Schmitt                                                 | 18. Mai 2021 10. Juli 2024                                           | Dreyer III Schweitzer                           | FDP                                  |